# Kanton Tours-Nord-Est
Tours-Nord-Est is een voormalig kanton van het Franse departement Indre-et-Loire. Het kanton maakte deel uit van het arrondissement Tours. Het werd opgeheven bij decreet van 18 februari met uitwerking op 22 maart 2015.
Het kanton omvatte uitsluitend een deel van de gemeente Tours.